# Akhou
Pour les anciens Égyptiens, il y a deux sortes de magie : la magie hékaou, et la magie akhou. Celle-ci n'est réservée qu'aux dieux. Akhou permet de transformer et de créer.

## Kémitisme
Le nom et concept de akhou a été repris et modifié au sein du kémitisme, un ensemble moderne de croyances et de pratiques s'inspirant de la religion de l'Égypte antique. La vénération des ancêtres, ou vénération de l’Akhou, nom ici donné aux ancêtres, est un aspect très important de l’orthodoxie khémite. Il existe différentes façons dont les membres croient qu’ils peuvent honorer leur Akhou. Ces pratiques vont de l’entretien des sanctuaires des ancêtres familiaux où les offrandes peuvent être faites, à la rédaction de lettres adressées aux Akhou et leur publication sur un site web dédié, semblable à la tradition d’écrire des lettres aux défunts dans l’Égypte ancienne.